# Rainier II, Senhor de Mônaco
Rainério II  (em francês: Rainier I; em italiano: Ranieni I; em latim: Rainerius) foi senhor de Mónaco entre 1352 e 1357.